# سيم فيسر
سيم فيسر (بالهولندية: Sim Visser)‏ هو سياسي هولندي، ولد في 3 يناير 1908 في هولندا، وتوفي في 13 أبريل 1983 في دن هيلدر في هولندا. حزبياً، نشط في حزب الشعب من أجل الحرية والديمقراطية. وقد انتخب وزير الدفاع ‏.